# ピラニア・ナッテリー
ピラニア・ナッテリー(学名：Pygocentrus nattereri)とはカラシン目セルラサルムス科に分類される淡水魚の一種。南アメリカ大陸原産で、アマゾン盆地、パラグアイ川、パラナ川、エセキボ川、ブラジル北部の沿岸河川に生息する。個体数はかなり豊富である。昆虫、甲殻類、小魚を捕食する。雨季には繁殖と産卵のため移動を行う。天敵からの防御として群れを作るが、群れで捕食を行うことはほとんど無い。音を使ってコミュニケーションをとる。観賞魚として人気の種である。

## 分類と系統
中型から大型のカラシンが含まれるセルラサルムス科に分類され、パクーなどの草食魚と近縁である。この科は側扁した体と長い背鰭が特徴。また大半の種が草食だが、本種のように雑食の種もいる。

## 分布と生息地
南アメリカ大陸に広く分布し、アルゼンチン、ブラジル、ボリビア、コロンビア、エクアドル、ガイアナ、パラグアイ、ペルー、ウルグアイ、ベネズエラで見られる。アマゾン盆地、パラグアイ川、パラナ川、エセキボ川、オリノコ川、その他の小規模河川に生息する。個体数は豊富で、最も一般的な魚種とされる地域もある。水温15 - 35°Cで生育できるが、一定期間であれば10°Cまで耐えられる。泥で白く濁った水域、ブラックウォーター、通常の透明な水域など様々な環境で記録されている。大河川、小川、三日月湖、ダムなどの人造湖、氾濫原、沈水した森林に生息する。観賞魚として中国に輸入され、1990年代以降中国国内で野外に逸脱した個体が確認されている。アメリカ合衆国では度々放流された個体が発見されており、定着を防ぐためカリフォルニア州とワシントン州では定期的な監視が行われている。州政府はロテノンを使用して駆除を行っている。

## 形態

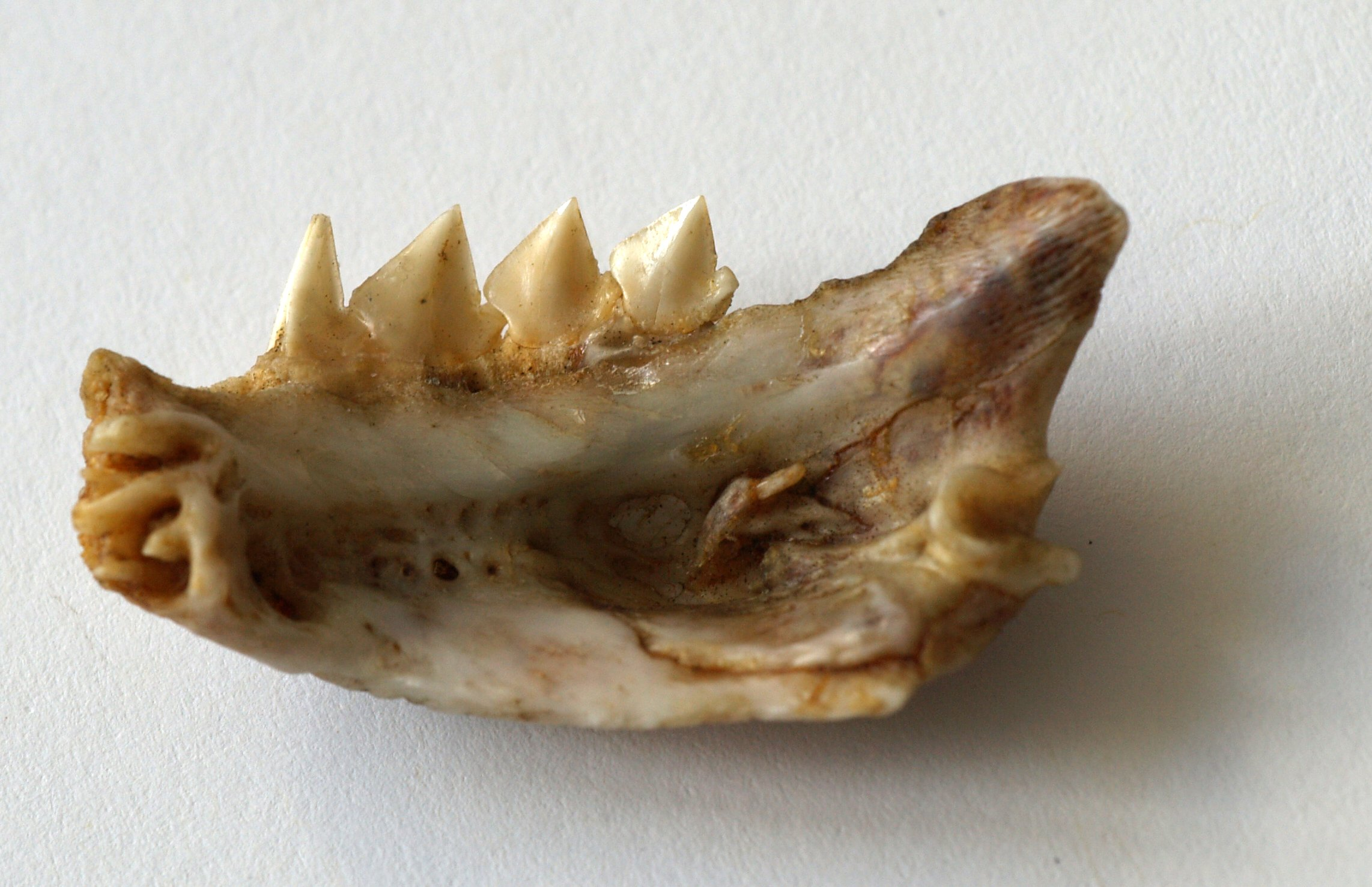
顎標本

体は側扁した卵形。英名の通り成魚は腹部が赤色になるが、幼魚は一様に銀色で、暗色の斑点が入る。体長は28 - 33 cmで、35 cmを超えることは稀。最大で体長50 cm、体重3.9 kgの記録がある。腹部以外は灰色で、鰓の後方に黒い斑点が入る。鱗は細かく、銀色の斑点が入る場合がある。臀鰭基部は黒色で、胸鰭と腹鰭は赤やオレンジ色。雌は腹部の赤色がやや濃い。腹鰭は縁が鋸歯状になり、尾鰭は二叉する。歯は三角形で先が鋭く尖っている。この歯がずらりと並んで噛み合わさっているため、獲物の肉を噛み切るのに適している。また下顎が突き出ているため、咬合力も高い。

## 生態
他地域に移入されると在来種を攻撃するため、生態系に悪影響を及ぼす。攻撃の際は特徴的な音を発する。渡りは行わないが、雨季の際繁殖場所を探して移動することがある。

### 摂食
雑食で、主に果物、葉、昆虫、軟体動物、腐肉、魚を捕食する。最大数百匹の群れで鳥や哺乳類も捕食することがあるが、乾季の飢餓状態や興奮状態でないと群れでの捕食は行わない。食物の豊富な雨季には主に植物と昆虫を食べる。狙う獲物は弱った個体や死骸である。幼魚は日中に、成魚は夜明けと夕方に餌を探す。主に待ち伏せ型の捕食者である。

### 繁殖
自然界での繁殖はあまり分かっていない。1歳までには性成熟する。繁殖期は雨季の間で、雌は水草の間の巣に卵を約5000個産み付け、雄が精子をかけた2 - 3日後には孵化する。稚魚は身を守るため水草の中に隠れる。巣の大きさは4 - 5 cmで、水草の間に作られ、卵は水草や植物の茎に付着する。
親は巣の周りを円形に泳ぎ、卵を狙うカラシンなどから守る。実際に近づいた魚を攻撃することは少なく、親が存在するだけで卵を狙う魚は巣に接近できない可能性がある。
繁殖期は年に2回で、水位や洪水、気温などに関係する。繁殖期には腹部の赤色が薄れ、繁殖地である氾濫原や湖の水草付近に集まる。

### 群れ
捕食者に対する反応の実験では、2匹の群れよりも8匹の群れの方が安静にしていた。群れをつくるのは攻撃のためというより、イルカ、大型魚食魚、カイマン、コウノトリ、サギ、アメリカヘビウといった水鳥などの捕食者に対する防御とされる。繁殖の際にも群れを作って移動する。

### 伝達
捕食や同種間の争いなど、攻撃的な行動の際に音声を発する。筋肉を急速に収縮させ、鰾で音を反響させている可能性がある。水から引き上げられると太鼓のような低い音を出す。研究によると3種類の音があり、一つ目は120 Hzの140ミリ秒持続するもので、2匹が向かい合った時に発する。二つ目は40 Hzの36ミリ秒持続するもので、食物を巡る闘争の際発する。三つ目は1740 Hzの3ミリ秒持続する単一のパルス音で、同種個体を追跡する際に発する。また同種個体に噛み付く際にも発する。
本種の発する音は、ほとんどが同種個体間の相互作用の中で発せられる。中程度の攻撃の際は低音のドラミング音が、激しい攻撃の際は大きく威嚇的な音が発せられる。

## 人間との関係性
集団で獲物を襲う恐ろしい肉食魚というイメージが定着しているが、実際には極度の飢餓状態でないと群れで獲物を襲うことは少ない。観賞魚として飼育されることも多いが、鰭を齧ったり、時には共食いをすることもある。